# Krai de Kamtxatka
El krai de Kamtxatka (en rus: Камча́тский край) és un subjecte federal de Rússia pertanyent al Districte Federal de l'Extrem Orient. Ocupa la totalitat de la península de Kamtxatka.
Es va crear l'1 de juliol de 2007 a partir de la unió entre l'óblast de Kamtxatka i el districte autònom de Koriàkia, el qual roman com un simple districte administratiu del nou krai.
Es va fer un referèndum respecte a aquesta qüestió el 23 d'octubre de 2005.